# الکسیس گولتکر
الکسیس گولتکر (انگلیسی: Alexis Gouletquer؛ زادهٔ ۱۳ ژوئیهٔ ۱۹۹۹) بازیکن فوتبال است.
از باشگاه‌هایی که در آن بازی کرده‌است می‌توان به باشگاه فوتبال لو مان اشاره کرد.